# 레메디 (기업)
주식회사 레메디(영어: REMEDI)는 대한민국의 의료용 기기 제조 기업이다.

## 역사
2012년 이레나 이화여대 의학전문대학원 의공학실 교수가 창업하였고 2022년에 상장을 신청하였다가 상장을 철회한 후 2024년 기술특례 상장을 위한 기술심사에서 A등급을 받고 다시 상장을 청구하였다가 2025년에 철회하였다.